# 帕伦西亚省
帕伦西亚省（西班牙語：Palencia）是西班牙北部的一个省，隶属卡斯蒂利亚-莱昂自治区。周边省份有坎塔布里亚、莱昂省、布尔戈斯省、瓦拉多利德省。总面积8052平方公里，2017年总人口163,390，其中45%生活在省会帕伦西亚市。该省辖有191个区。

## 地理
帕伦西亚省北部有坎塔布里亚山脉，有超过2000米的高峰。其余部分为卡斯蒂利亚台地的肥沃草原区。皮苏埃加河和卡里翁河流经境内。
卡斯蒂利亚运河，南通巴利亚多利德省，有灌溉和水运之利。

## 经济
帕伦西亚省山区矿藏丰富，有煤、铜开采业。农业以出产小麦、蔬菜、甜菜、大麻和亚麻为主。绵羊饲养普通。工业产品有亚麻织品、毛织品、瓷器、皮革制品、纸张和毛毯。